# Ритам (музика)
Ритам (од грчке речи ῥυθμός, rhythmos, „свако регуларно понављајуће кретање, симетрија”) низ је тонова и пауза различитих трајања у музичком делу. Ово опште значење редовног понављања или обрасца у времену може се применити на широк спектар цикличних природних феномена који имају периодичност или учесталост нечега од микросекунди до неколико секунди (као код рифа у песмама рок музике); до неколико минута или сати, или, у најекстремнијем случају, чак и током много година. Постоје разне ритмичке фигуре, а неке од њих су: неправилне тонске групе: триола, квинтола, секстола, септола; синкопа итд.
Ритам је сродан термин, али се разликује од пулса, метра и откуцаја:
Ритам се може дефинисати као начин на који се један или више тактова без акцента групише у односу на акцентовани... Ритмичка група се може схватити само када се њени елементи разликују један од другог, ритам ... увек укључује међуоднос између једног, наглашеног (јаког) такта и једног или два ненаглашена (слаба) такта.
У сценским уметностима, ритам је временски распоред догађаја на људском нивоу; музичких звукова и затишја које се јављају током времена, корака плеса или метра говорног језика и поезије. У неким извођачким уметностима, као што је хип хоп музика, ритмичко преношење стихова је један од најважнијих елемената стила. Ритам се такође може односити на визуелну презентацију, као „временско кретање кроз простор“ и заједнички језик патерна уједињује ритам са геометријом. На пример, архитекте често говоре о ритму зграде, мислећи на шаре у размаку прозора, стубова и других елемената фасаде. Последњих година, ритам и метар су постали важна област истраживања међу музичким научницима. Недавни радови у овим областима укључују књиге Маурија Јестона, Фреда Лердала и Реја Џекендофа, Џонатана Крамера, Кристофера Хејстија, Годфрида Тусена, Вилијама Ротштајна, Џоела Лестера, и Гуерино Мацола.

## Антропологија
У својој телевизијској серији Како функционише музика, Хауард Гудол представља теорије да људски ритам подсећа на правилност којом ходамо и откуцаје срца. Друга истраживања сугеришу да се то не односи директно на откуцаје срца, већ на брзину емоционалног афекта, који такође утиче на откуцаје срца. Ипак, други истраживачи сугеришу да, пошто су одређене карактеристике људске музике широко распрострањене, „разумно је сумњати да ритмичка обрада заснована на ритму има древне еволуционе корене“. Џастин Лондон пише да музички метар „укључује нашу почетну перцепцију као и накнадну антиципацију серије откуцаја које апстрахујемо од ритамске површине музике док се она одвија у времену“. „Перцепција“ и „апстракција“ ритмичке мере је основа људског инстинктивног музичког учешћа, као када серију идентичних откуцаја сата поделимо на „тик-так-тик-так“.
Џозеф Џорданија је недавно сугерисао да је осећај за ритам развијен у раним фазама еволуције хоминида силама природне селекције. Многе животиње ходају ритмично и чују звукове откуцаја срца у материци, али само људи имају способност да буду укључени (увучени) у ритмички усклађене вокализације и друге активности. Према Џорданију, развој осећаја за ритам био је централни за постизање специфичног неуролошког стања борбеног транса, кључног за развој ефикасног одбрамбеног система раних хоминида. Ритмични ратни поклич, ритмично бубњање шамана, ритмичко увежбавање војника и савремене професионалне борбене снаге које слушају тешку ритмичку рок музику, све то користи способност ритма да уједини људске појединце у заједнички колективни идентитет где чланови групе стављају интересе групе изнад њихових индивидуалних интереса и безбедности.
Неке врсте папагаја познају ритам. Неуролог Оливер Сакс наводи да шимпанзе и друге животиње не показују слично уважавање ритма, али ипак тврди да је људска склоност према ритму фундаментална, тако да се осећај за ритам не може изгубити (на пример, можданим ударом). „Не постоји ниједан извештај о животињи која је обучена да тапка, кљуца или се креће синхронизовано са звучним ритмом“, Сакс пише: „Нема сумње да ће многи љубитељи кућних љубимаца оспорити ову идеју, и заиста многе животиње, почев од изгледа да коњи липицанери из Шпанске школе јахања у Бечу 'плешу' уз музику. Није јасно да ли они то чине или реагују на суптилне визуелне или тактилне знакове људи око себе.” Људске ритмичке уметности су вероватно у извесној мери укорењене у ритуалу удварања.
Успостављање основног откуцаја захтева перцепцију регуларног низа различитих краткотрајних импулса и, пошто је субјективна перцепција гласноће у односу на нивое позадинске буке, пулс мора да се смањи до тишине пре него што се догоди следећи ако се заиста жели да буде особен. Из тог разлога, брзо пролазни звуци перкусионих инструмената су погодни за дефиницију ритма. Музичке културе које се ослањају на такве инструменте могу развити вишеслојни полиритам и симултане ритмове у више од једног временског потписа, који се назива полиметар. Такви су унакрсни ритмови подсахарске Африке и испреплетени котекан ритмови гамелана.
За информације о ритму у индијској музици погледајте Тала (музика). За друге азијске приступе ритму погледајте ритам у перзијској музици, ритам у арапској музици, усул—ритам у турској музици и дамбек ритмове.

## Терминологија

### Пулс, такт и мера
Како се музичко дело развија, његова ритмичка структура се не доживљава као низ дискретних независних целина нанизаних на механички, адитивни начин попут перли [или „пулсова“], већ као органски процес у којем мањи ритмички мотиви, целина поседујући сопствени облик и структуру, такође функционишу као саставни делови веће [„архитектонске“] ритмичке организације.
Већина музике, плеса и усмене поезије успоставља и одржава основни „метрички ниво“, основну јединицу времена која се може чути или подразумевати, пулс или такт мензуралног нивоа, или ниво откуцаја, понекад једноставно назван ритам. Ово се састоји од (понављајућих) серија идентичних, али различитих периодичних краткотрајних стимулуса који се перципирају као тачке у времену. Пулс „откуцаја“ није нужно најбржа или најспорија компонента ритма, већ она која се перципира као фундаментална: има темпо који слушаоци следе док тапкају ногом или плешу уз музичко дело. Тренутно се најчешће означава као кроше или четвртина у западној нотацији (погледајте такт). Бржи нивои су нивои поделе, а спорији нивои су више нивоа. Маури Јестон је појаснио да „ритмови понављања“ настају из интеракције два нивоа покрета, што је брже давање пулса и спорије организовање откуцаја у групе које се понављају. „Када се успостави метричка хијерархија, ми, као слушаоци, одржаћемо ту организацију све док постоји минималан доказ“.

### Јединица и гест
Образац трајања који се синхронизује са пулсом или импулсима на основном метричком нивоу може се назвати ритмичком јединицом. Они се могу класификовати као:
- Метрички – равномерни обрасци, као што су стабилне осмине ноте или импулси;
- Интраметрички – потврђујући обрасци, као што су тачкаста осмина-шеснаестина нота и обрасци замаха;
- Контраметријски – непотврђујући, или синкопирани обрасци; и
- Екстраметријски – неправилни обрасци, као што су туплети.

Ритмички гест је било који временски образац који, за разлику од ритмичке јединице, не заузима временски период који је еквивалентан пулсу или импулсима на основном метричком нивоу. Може се описати према његовом почетку и крају или према ритмичким јединицама које садржи. Ритмови који почињу снажним пулсом су тетични, они који почињу слабим пулсом су анакрустични, а они који почињу након одмора или везане ноте називају се почетним мировањем. Завршеци на јаком пулсу су јаки, на слабом пулсу, слаби и они који се завршавају на јаком или слабом пулсу су оптимистични.

### Смењивање и понављање
Ритам је обележен регулисаним низом супротних елемената: динамиком јаког и слабог такта, одсвираног такта и нечујног, али подразумеваног такта одмора, или дуге и кратке ноте. Као и да перципирају ритам, људи морају бити у стању да га предвиде. Ово зависи од понављања узорка који је довољно кратак да се запамти.
Смењивање јаког и слабог такта је фундаментално за древни језик поезије, игре и музике. Уобичајени поетски израз „нога“ односи се, као у плесу, на подизање и тапкање стопала у времену. На сличан начин музичари говоре о убрзаном и успореном и о „он” и „оф” ритму. Ови контрасти природно олакшавају дуалну хијерархију ритма и зависе од понављања образаца трајања, акцента и одмора формирајући „пулсну групу” која одговара поетској стопи. Обично се такве пулсне групе дефинишу узимањем такта са највише акцента као првог и бројањем импулса до следећег акцента.Scholes 1977b Ритам који наглашава други ритам и умањује нагласак на доњем ритму као што је установљено или претпостављено из мелодије или из претходног ритма назива се синкопирани ритам.
Нормално, чак и најкомплексније метрике могу да се разбију на ланац дуплих и троструких импулса било сабирањем или дељењем. Према Пјеру Булезу, структуре ритма изнад четири, у западној музици, „једноставно нису природне“.